# Акбердин, Назмитдин Салахитдинович
 Назмитдин Салахитдинович Акбердин  (род. 11 декабря 1951, д. Маломукачево Мелеузовского района БАССР)  — тракторист, Лауреат Государственной премии СССР (1984)

## Биография
Акбердин  Назмитдин Салахитдинович  родился  11 декабря 1951 года в д. Маломукачево Мелеузовского района БАССР.
Место работы: c 1968 работал  в СПК им. М.Гафури Мелеузовского района БАССР,  с 1976 года – начальник механизированного звена, в 1998—2001 годах - управляющий отделением СПК.
В 1983 году механизированное звено Акбердина получило 442 ц/га сахарной свёклы.

## Награды и звания
- Государственная премия СССР (1984)
- Орден Трудовой  Славы 3-й степени (1983).